# Guillermo Guido
Horacio Guillermo Ramírez (Quilmes, Buenos Aires, 20 de abril de 1959) conocido artísticamente como Guillermo Guido es un cantante argentino de pop latino y baladas románticas.

## Biografía

### Sus inicios
Guillermo Guido nació en ciudad de Quilmes, Provincia de Buenos Aires, Argentina. A fines de la década de los 70s, en su ciudad, formó parte de un grupo vocal de folclore llamado "Los lugareños". 

A principios de la década de los 80s conoce a Alejandra Cánepa con quien forma el dúo "Alejandra y Guillermo". Este dúo editó dos discos en 1983 y 1984 y participó en shows de Alberto Olmedo y Jorge Porcel pero en 1985, se separan. 

### Carrera solista
En 1986, mientras trabajaba, junto a Moria Casán y Alberto Olmedo, edita su primer álbum titulado "Guillermo Guido". Al año siguiente, presenta su segundo álbum. 
En 1988 edita su tercer álbum, nuevamente titulado con su nombre, donde incluye "El hombre del piano", un cover de Billy Joel que se volvería un clásico de su repertorio, al igual que "Tengo unos celos que matan", también cover de Hernaldo Zúñiga, cantautor nicaragüense. En diciembre, gana el festival de la canción OTI representando a La Argentina -imponiéndose sobre artistas como Juan Luis Guerra y Ricardo Arjona- con el tema de Carlos Castellón "Todavía eres mi mujer", esta canción fue un éxito radial.
En 1990, edita "Un arco Iris en el alma", disco que incluye el tema más exitoso de su carrera "Sobre tu piel" cuya autoría pertenece a Ignacio Copani. 
En 1992, gana el premio Premios Estrella de Mar al mejor show musical y luego viaja a los EE. UU. para grabar. Tras realizar el disco "Llévame contigo", y presentarlo en vivo, desaparece de la escena pública.
Tras tres años de parate y cinco sin editar álbumes, regresa en 1997. En el año 2000, produce su disco "Mujeres" donde hace dúos con Valeria Lynch, María Graña, Julia Zenko, Silvana Di Lorenzo, Tormenta, Manuela Bravo y el coro Kennedy. En 2001 edita "Me sobran ganas de amarte" y en 2003 Sedúceme, su último álbum a la fecha.
En 2008 actúa en "Eva Duarte, el musical" donde interpreta a Juan Domingo Perón. Durante 2009 y 2010, participa como villano en varios capítulos de Todos contra Juan y Todos contra Juan 2.
Guido, con su música está 6 meses en Argentina. Pero a fines de cada año y como lo viene haciendo desde hace 8 años, se embarca 6 meses en los Cruceros de la Empresa Italiana MSC, donde realiza su show, con un variado repertorio

### Su paternidad como caso testigo
En 2004 logra ser padre de trillizos, después de siete años de búsqueda junto a su mujer (por aquel entonces) Mariana Diana. Tras batallar legalmente, su caso se tomó como testigo para que los niños nacidos por tratamientos de fertilidad asistida, en la Argentina, tengan los mismos derechos que los demás.

### Su Nuevo Disco
Hoy llega de la mano de FRED RECORD y EMI Odeón encargados de la edición y distribución de su álbum ¨VIAJES¨ para trasmitir por medio de sus composiciones a todo el público sus experiencias vividas tras 25 años de trayectoria.</ref>
Fuente: Prensa: Nicolas Grimaldi / Alejandro Correa

## Discografía

### con Alejandra y Guillermo
- 1983: "Alejandra y Guillermo" - Junto a Alejandra Cánepa - RCA
- 1984: "Si estoy contigo" - Junto a Alejandra Cánepa - RCA

### Solista
- 1986: "Guillermo Guido" - RCA
- 1987: "Medianoche" - RCA / ARIOLA
- 1988: "Guillermo Guido" - EMI ODEON
- 1989: "Mi amor para siempre" - EMI ODEON
- 1990: "Un arco iris en el alma" - EMI ODEON
- 1991: "Grandes éxitos" - EMI ODEON
- 1992: "Llévame contigo" - EMI ODEON
- 1995: "Sobre tu piel" - EMI ODEON
- 1995: "Así se canta el fútbol" - PRODUCCIÓN INDEPENDIENTE
- 1998: "Regresa" - MUSICA & MARKETING S.A.
- 2000: "Mujeres" (Primera Edición) - MAGENTA
- 2001: "Me sobran ganas de amarte" - G.G. RECORD´S PRODUCCIONES
- 2002: "Mujeres" - (Segunda Edición) - GRUS RECORDS
- 2003: "Sedúceme" - RAYSA RECORDS
- 2003: "Grandes éxitos" - EMI ODEON
- 2005: "Grandes éxitos" - LA LAIDA EDITORA S.R.L. / EMI ODEON
- 2011: "Viajes" - FRED RECORD S.R.L.
- 2015: "Tres décadas" - CD Doble - ROGELIO PRODUCCIONES
- 2016: "Grandes éxitos" - LEADER MUSIC
- 2017: "Al sur"

### Simples/Singles/Promocionales
- 1986: "Te voy a perdonar / Casi todo" (Simple) - RCA / ARIOLA
- 1987: "Ya me olvidé / Que tiene ese que yo no tenga" (Simple) - RCA / ARIOLA
- 1992: "Un querer como el tuyo / Un querer como el tuyo" (Simple) - EMI ODEON
- 2000: "Silvestre / Guillermo Guido" - (Promocional PCD 386) - MAGENTA / BMG